# Ulìana
Ulìana (en italià, Oliena) és un municipi sard, situat a l'illa de Sardenya i a la província de Nùgoro. L'any 2004 tenia 7.689 habitants. Limita amb els municipis de Durgàli, Nùgoro i Orgòsolo. Forma part de la subregió de Barbaja d'Ollolai.

## Administració
| Període | Identitat         | Partit        |
| ------- | ----------------- | ------------- |
| 2006-   | Francesco Capelli | Llista Cívica |

## Personatges il·lustres

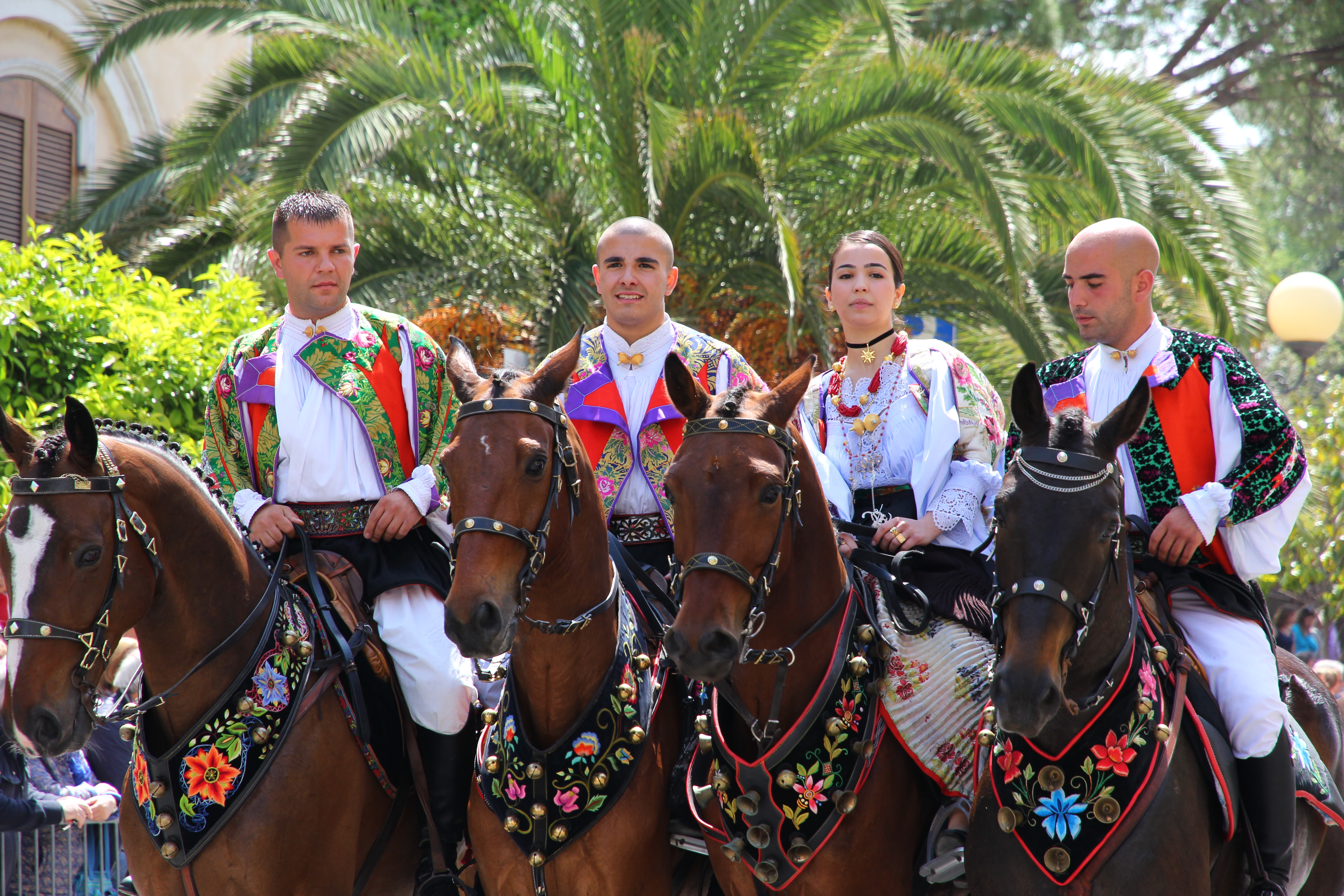

- Gianfranco Zola, futbolista.
- Mario Melis, polític.